# Louder than Words (canción de Pink Floyd)
"Louder than Words" es una canción escrita por David Gilmour y Polly Samson. La canción, con letra escrita por Samson para acompañar una composición de Gilmour, fue originalmente grabada por la banda de rock británico Pink Floyd como la pista de cierre de su decimoquinto álbum de estudio, The Endless River. La pista, que se origina en las sesiones de 1993 para el álbum de estudio anterior de la banda, The Division Bell, incluye la participación póstuma del antiguo tecladista y miembro fundador de Pink Floyd Richard Wright, y la participación del cuarteto de cuerda electrónico Escala. "Louder than Words" es la única canción en el álbum cantada por Gilmour.
La pista fue publicada en las principales radios de rock de Estados Unidos el 14 de octubre de 2014, sirviendo como la primera muestra de The Endless River.

## Personal
Adaptado de lo indicado en The Endless River
Pink Floyd
- David Gilmour – guitarra, voz, órgano Hammond, efectos, producción
- Nick Mason – batería, percusión
- Richard Wright – piano Rhodes, piano, Sintetizador

Escala
- Chantal Leverton – viola
- Victoria Lyon – violín
- Helen Nash – cello
- Honor Watson – violín

Músicos adicionales
- Bob Ezrin – bajo, producción (original 1993 sessions)
- Durga McBroom – coros
- Louise Marshal – coros
- Sarah Brown – coros

## Posición en listas
| Lista (2014)                                | Puesto más alto |
| ------------------------------------------- | --------------- |
| Bélgica (Flandes) (Ultratip Bubbling Under) | 89              |
| Bélgica (Valonia) (Ultratip Bubbling Under) | 38              |
| Estados Unidos (Adult Top 40)               | 29              |